# Vladimir Bortko
Vladimir Vladimirovitch Bortko (en russe : Владимир Владимирович Бортко), est né le 7 mai 1946 à Moscou, est un réalisateur, scénariste et producteur russe. D'abord peu remarqué, car n'ayant jamais appartenu à ce qu'on appelle le cinéma d'auteur soviétique, il se fait un nom avec ses adaptations des grands classiques de la littérature russe qui se distinguent par leur fidélité au texte et la mise en scène compréhensible pour le grand public.

## Biographie
Vladimir Bortko est le fils du metteur en scène soviétique ukrainien Vladimir Vladimirovitch Bortko et de l'actrice Marina Fedotovna Zakharenko. Ses parents divorcent. Il grandit dans la famille de son beau-père, le dramaturge soviétique ukrainien Aleksandr Korneitchouk. Après les études à l’École professionnelle de géologie d'exploration à Kiev et son service militaire en 1965-1966, il travaille pendant trois ans comme technicien en électricité à l'entreprise Voïenproekt de Kiev.
En 1969, il commence les études à l'Université nationale Karpenko-Kary dans la classe de Vadim Tchoubassov et Rodion Efimenko. Diplômé en 1974, il devient assistant réalisateur au Studio Dovjenko. En 1975, il réalise son premier long métrage intitulé Canal, d'après le roman éponyme d'Ivan Grigourko (ru).
En 1980, Vladimir Bortko devient réalisateur aux studios Lenfilm à Léningrad, la plus grande société de production cinématographique de l’Union soviétique après Mosfilm à Moscou. Il connait une célébrité relative dans l'Union soviétique, mais sa grande percée survient avec l'adaptation cinématographique du roman Cœur de chien, écrit par Mikhaïl Boulgakov en 1925,. Le spectateur de l'époque de la pérestroïka apprécie cette satire fidèle au texte qui se fait l'écho de la désillusion du système communiste . Le film reçoit un Grand Prix au Festival du film de Pérouse.
En 1991, il réalise Afghan Breakdown, un film sur l'intervention de l'Union soviétique en Afghanistan avec l'acteur italien Michele Placido. C’était le premier film dans la nouvellement créée fédération de Russie qui considère les activités militaires de l'Union soviétique de façon critique.
Vladimir Bortko signe le contrat pour les deux grands projets du cinéma russe avec la chaîne de télévision Telekanal Rossiya. Le premier est une adaptation du roman L'Idiot, écrit par l'écrivain russe Fiodor Dostoïevski, dans une série télévisée de dix épisodes en 2003. En 2003, cette série remporte le prix TEFI dans sept catégories et sera nommée dans cinq catégories de l'Aigle d'or dont elle remporte trois. En 2004, l'acteur Ievgueni Mironov qui interprète le héros principal de la série - le prince Mychkine, reçoit le prix du meilleur acteur au Festival de télévision de Monte-Carlo. En 2004 également, la série reçoit le prix du public au Festival du cinéma national Vivat Kino Rossii ! (Виват кино России!) de Saint-Pétersbourg.
Trois ans plus tard, Bortko réalise une adaptation du roman Le Maître et Marguerite écrit par Mikhaïl Boulgakov, également dans une série télévisée en dix épisodes. Le tournage est suivi par de longues spéculations dans les médias, certains critiques redoutant que la complexité des thèmes socio-politiques et métaphysiques du roman ne soit sacrifiée aux exigences de la télévision populaire. La diffusion débute le 19 décembre 2005. Il s'avère que Bortko a suivi méticuleusement les dialogues du roman, et la série devient un grand succès auprès des téléspectateurs. Le 25 décembre 2005, 40 millions de Russes ont regardé le septième épisode.
En 2009, Bortko cause une controverse, avec son adaptation cinématographique du drame historique Tarass Boulba, écrit par l'écrivain russe Nikolaï Gogol,. La critique ukrainienne lui reproche avoir permis aux acteurs polonais de parler le polonais dans le film, tandis que les Cosaques ukrainiens s'expriment en russe pauvre. Le film toutefois remporte cette fois encore un grand succès, avec près de 4 millions d'entrées dans les salles de cinéma en Russie.
Vladimir Bortko est membre du Parti communiste de Russie.
Le 14 avril 2022, contredisant implicitement la version officielle russe des événements, Vladimir Bortko a proposé un bombardement massif (possiblement nucléaire) de la capitale ukrainienne Kiev en réponse au coulage du Moskva, revendiqué par la défense côtière ukrainienne. "C’est ce qui doit se passer. Nous ne pouvons répondre que d’une seule manière: jeter une bombe dessus et c’est fini.” Il considère ainsi l'incident (une explosion accidentelle à la suite d'un incendie fortuit, selon les autorités russes) comme un casus belli devant amener la Russie à entrer en guerre contre l'Ukraine.

## Filmographie

### Cinéma
- 1974 : Docteur (film de fin d'études, court-métrage)
- 1975 : Le Canal (ru) (Kanal)
- 1978 : La Commission de recherche (ru) (Komissiya po rassledovaniyu)
- 1980 : Mon papa est un idéaliste (Moy papa - idealist)
- 1984 : La Blonde au coin de la rue (Blondinka za uglom)
- 1984 : Sans famille (ru) (Bez semyi)[11]
- 1987 : Ayant menti une fois... (Edinozhdy solgav)
- 1991 : La Fracture afghane (Afganskiy izlom)
- 1992 : Bonne chance, Messieurs ! (Udachi vam, gospoda)
- 1997 : Le Cirque a brûlé et les Clowns se sont enfuis (ru) (Tsirk sgorel, i klouny razbezhalis)
- 2009 : Tarass Boulba (Taras Bulba)
- 2015 : L'Âme d'un espion (Dusha shpiona)
- 2017 : De l'amour (ru) (O liubvi)

### Télévision
- 1988 : Cœur de chien (Sobachye serdse)
- 1998 : Les Rues aux lampadaires cassés (Ulitsy razbitykh fonarey, sous le pseudonyme de Ian Khoudokormov, série télévisée)
- 2000 : Le Saint-Petersbourg des bandits. Le Baron (ru) (Banditskiy Peterburg: Baron , série télévisée)
- 2000 : Le Saint-Petersbourg des bandits. L'Avocat (ru) (Banditskiy Peterburg: Advokat, série télévisée)
- 2002 : L'Idiot (ru) (Idiot, série télévisée)
- 2005 : Le Maître et Marguerite (Master i Margarita, série télévisée)
- 2011 : Pierre Premier. Le Testament (ru) (Petr Pervyy. Zaveshchanie, série télévisée)

### Théâtre
- 1993 : Œdipus Rex, au Théâtre de l'Ermitage
- 2010 : Malleus Maleficarum

## Prix et récompenses
- 2003 : prix TEFI pour le feuilleton télévisé Idiot en dix épisodes réalisé d'après le roman de Fiodor Dostoïevski
- 2004 : Prix Soljenitsyne